# Ferrari 158
Chronologie des modèles (1964 - 1965)
Ferrari 156 Ferrari 1512
La Ferrari 158 est une monoplace de Formule 1 conçue par la Scuderia Ferrari dans le cadre des championnats du monde de Formule 1 1964 et 1965. Elle est pilotée par le Britannique John Surtees, les Italiens Lorenzo Bandini et Nino Vaccarella, et par l'Américain Bob Bondurant.

## Historique

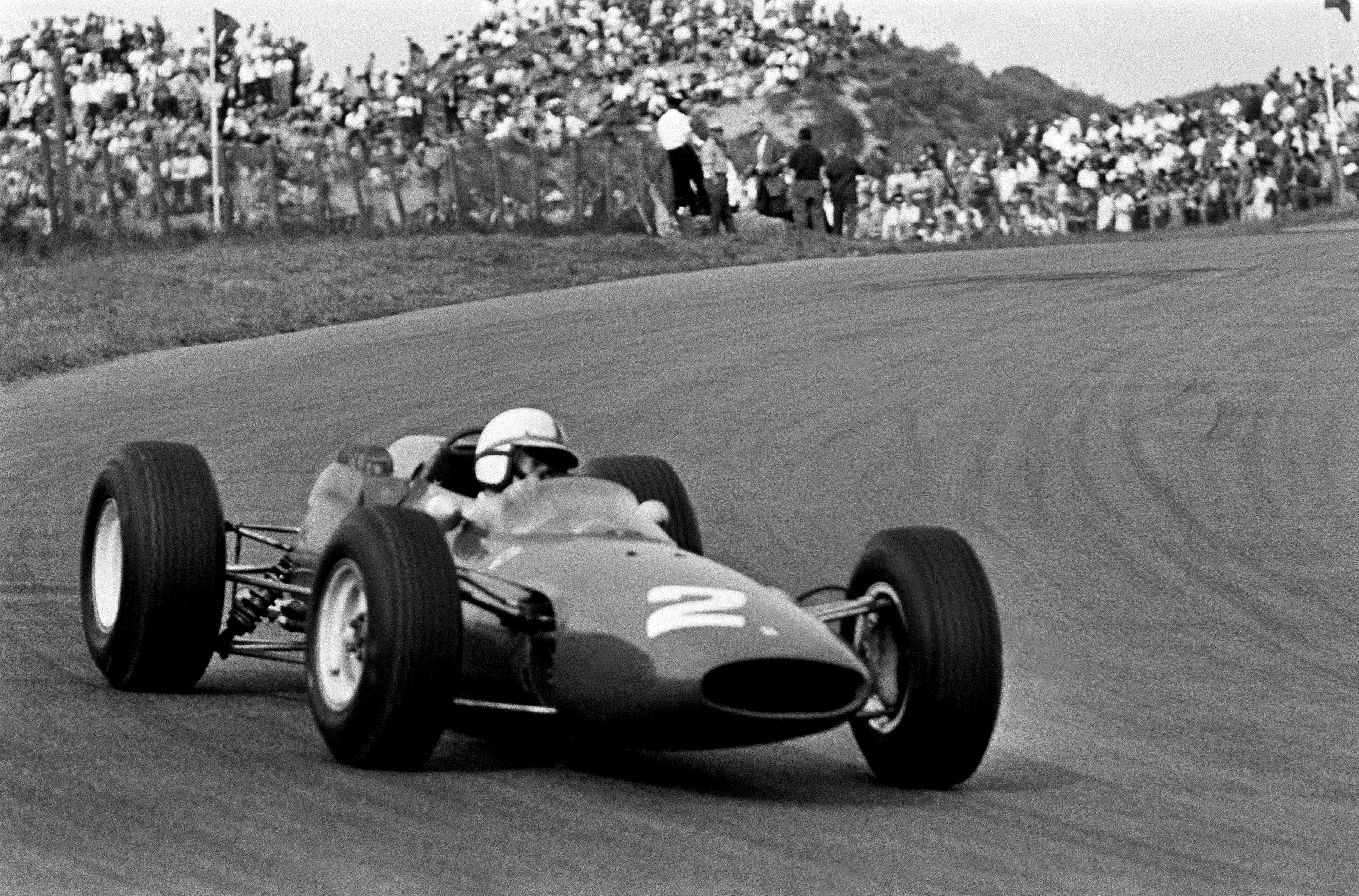
John Surtees à bord de la Ferrari 158 au Grand Prix des Pays-Bas 1964.

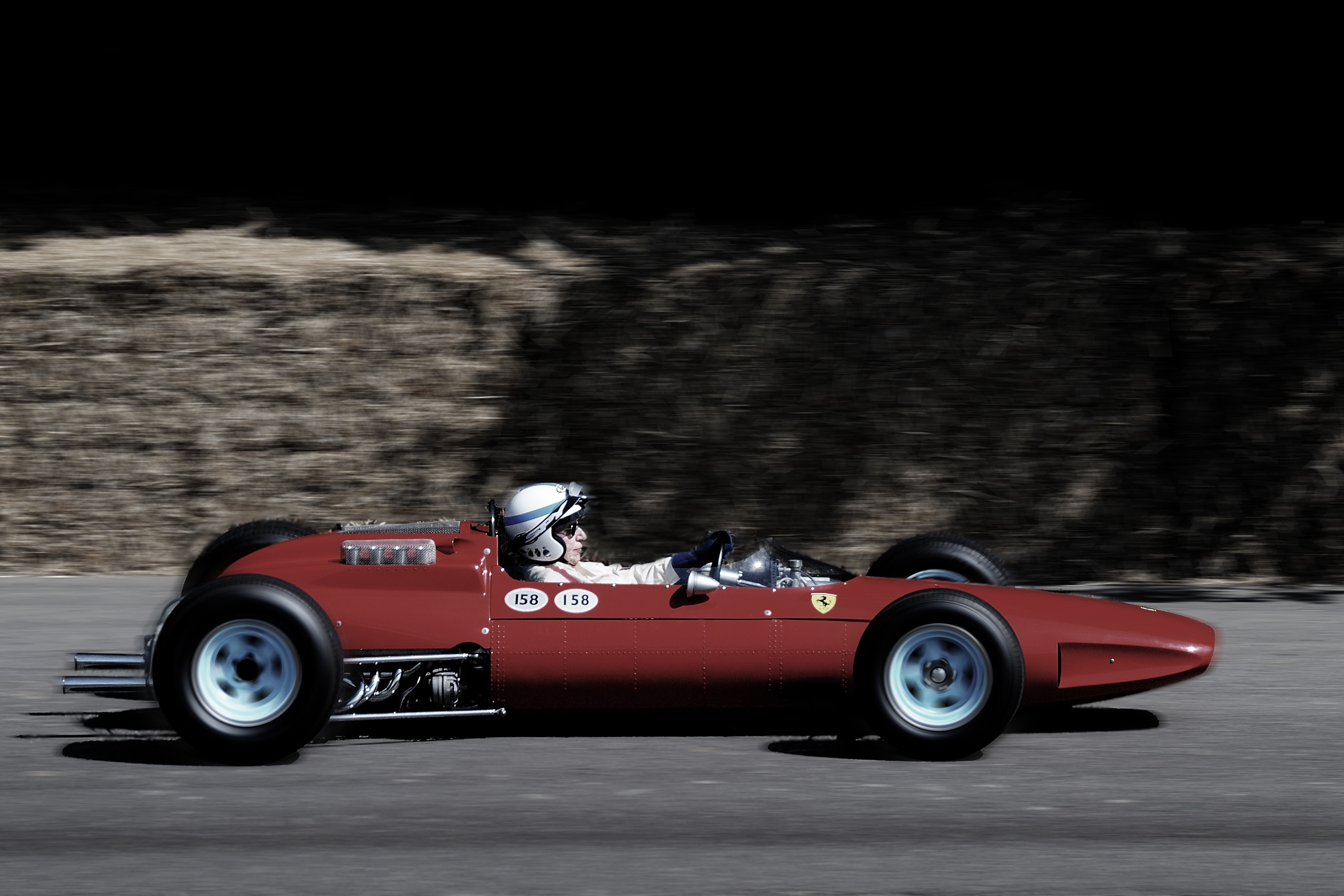
Ferrari 158 au Goodwood Festival of Speed en 2010.

Testée dès septembre 1963, la Ferrari 158 débute avec succès au Grand Prix automobile de Syracuse entre les mains de John Surtees et se lance dans la course au championnat du monde 1964. Une fois les problèmes de transmission et de lubrification résolus, Surtees s'impose au Grand Prix d'Allemagne et au Grand Prix d'Italie. Le Britannique remporte le titre de champion du monde des pilotes lors de la dernière course, au Mexique, au volant d'une 158 bleue et blanche, Ferrari n'engageant pas sous son nom propre ses monoplaces en raison d'un contentieux avec la fédération italienne.

## Fiche technique
- Moteur 8 cylindres en V  en position centrale arrière
- Distribution par double arbre simple et 2 soupapes par cylindre
- Alimentation : Injection directe Bosch
- Vitesse maximale : 270 km/h

## Résultats en championnat du monde de Formule 1
| Saison | Écurie                     | Moteur          | Pneumatiques | Pilotes         | Courses | Courses | Courses | Courses | Courses | Courses | Courses | Courses | Courses | Courses | Points inscrits | Classement |
| Saison | Écurie                     | Moteur          | Pneumatiques | Pilotes         | 1       | 2       | 3       | 4       | 5       | 6       | 7       | 8       | 9       | 10      | Points inscrits | Classement |
| ------ | -------------------------- | --------------- | ------------ | --------------- | ------- | ------- | ------- | ------- | ------- | ------- | ------- | ------- | ------- | ------- | --------------- | ---------- |
| 1964   | Scuderia Ferrari SpA SEFAC | Ferrari 205B V8 | Dunlop       |                 | MON     | P-B     | BEL     | FRA     | GBR     | ALL     | AUT     | ITA     | USA     | MEX     | 45* (49)        | Champion   |
| 1964   | Scuderia Ferrari SpA SEFAC | Ferrari 205B V8 | Dunlop       | Lorenzo Bandini |         | Abd.    | Abd.    | 9e      |         |         |         | 3e      |         |         | 45* (49)        | Champion   |
| 1964   | Scuderia Ferrari SpA SEFAC | Ferrari 205B V8 | Dunlop       | John Surtees    | Abd.    | 2e      | Abd.    | Abd.    | 3e      | 1er     | Abd.    | 1er     |         |         | 45* (49)        | Champion   |
| 1964   | North American Racing Team | Ferrari 205B V8 | Dunlop       | John Surtees    |         |         |         |         |         |         |         |         | 2e      | 2e      | 45* (49)        | Champion   |
| 1965   | Scuderia Ferrari SpA SEFAC | Ferrari 205B V8 | Dunlop       |                 | AFS     | MON     | BEL     | FRA     | GBR     | P-B     | ALL     | ITA     | USA     | MEX     | 26** (27)       | 4e         |
| 1965   | Scuderia Ferrari SpA SEFAC | Ferrari 205B V8 | Dunlop       | John Surtees    | 2e      | 4e      | Abd.    | 3e      |         |         |         |         |         |         | 26** (27)       | 4e         |
| 1965   | Scuderia Ferrari SpA SEFAC | Ferrari 205B V8 | Dunlop       | Lorenzo Bandini |         |         |         |         | Abd.    | 9e      | 6e      |         |         |         | 26** (27)       | 4e         |
| 1965   | Scuderia Ferrari SpA SEFAC | Ferrari 205B V8 | Dunlop       | Nino Vaccarella |         |         |         |         |         |         |         | 12e     |         |         | 26** (27)       | 4e         |
| 1965   | North American Racing Team | Ferrari 205B V8 | Dunlop       | Bob Bondurant   |         |         |         |         |         |         |         |         | 9e      |         | 26** (27)       | 4e         |

Légende : ici 

* 15 points marqués avec la Ferrari 156 Aero et 4 points marqués avec la Ferrari 1512.

** 18 points marqués avec la Ferrari 1512